# Lucas Eberle
Lucas Eberle (Vaduz, 13 ottobre 1990) è un calciatore liechtensteinese, centrocampista dello Schaan.

## Carriera

### Nazionale
Ha collezionato 12 presenze con la propria nazionale.

## Palmarès

### Club

#### Competizioni nazionali
- Coppa del Liechtenstein: 1

Vaduz: 2007-2008
- Challenge League: 1

Vaduz: 2007-2008